# Ислям в Швеция
Към 2009 г. официално регистрираните последователи на исляма в Швеция, граждани и пребиваващи, са 106 327 други. Други източници посочват между 450 000 и 500 000 души, което представлява близо 5 % от цялото население на Швеция.
От първото поколение мюсюлмани се смята, че 255 000 души са сунити, 5000 – шиити, не повече от 5000 са ахмадии, алевити и други, и 5000 новопомохамеданчени – предимно местни (или други) жени, които са се омъжили за мюсюлмански мъже.

## История
Първите мюсюлмани, които приема Швеция, са фински татари, които емигрират от Финландия и Естония през 1940-те. Осезаемо започва да се забелязва с имиграцията от Близкия изток, започнала през 1970-те. Повечето мюсюлмани в Швеция са или имигранти, или наследници на имигранти. Мнозинството са от Близкия изток, в частност от Ирак и Иран. Пет от всеки шест иранци в Швеция считат себе си за светски, а не за мюсюлмани, и силно се противопоставят на ислямската република в Иран. Повечето иранци и иракчани са дошли като бежанци по времето на ирано-иракската война от 1980 г. до 1988 г. Втората по големина мюсюлманска общност е съставена от имигранти или бежанци от бивша Югославия, повечето от които са бошняци и наброяват 12 000 души. Съществува също така и значителна сомалийска общност, която наброява 40 165 души към 2011 г.

## Демография
Широкото определение за мюсюлманин в Швеция включва всеки, който: е роден в семейство на мюсюлмани, има мюсюлмански произход или носи традиционно мюсюлманско име, независимо от личните му убеждения. При прилагането на това определение броят на мюсюлманите се оценява на между 300 000 и 350 000 към 2000 г., или около 3,5% от шведското население. Около 100 000 са второто поколение имигранти – родени деца в имигрантски семейства или имигрирали като деца. В Швеция регистрирането по лични убеждения е рядко срещано и дори противозаконно, ето защо могат да се включват само практикуващите мюсюлмани в мюсюлманска общност. Според Мюсюлманския съвет на Швеция броят на мюсюлманите е 106 327.
Мюсюлманите в Швеция произхождат предимно от Иран, Босна и Херцеговина, Косово, Сомалия и Турция. Мюсюлманските бежанци от Сирия, Ирак, Сомалия, Еритрея и Афганистан са бързорастящи групи.

## Места за поклонение
В Малмьо джамия има от 1984 г., в Упсала има от 1995 г., но повечето са построени след 2000 г.: в Стокхолм през 2000 г., в Умео през 2006 г. и във Фитя през 2007 г. Построяването на някои от най-големите джамии в Швеция е финансирано от Саудитска Арабия и Либия.

## Противоречия
От 2000 г. насам джамиите в Брандберген и Белевю (предградия съответно на Стокхолм и Гьотеборг) добиват известност като средища за проповед на радикален ислям и за набиране на терористи.